# La Bastida (Salamanca)
La Bastida (Salamanca) ist eine sehr kleine westspanische Gemeinde (municipio) in der Provinz Salamanca in der Autonomen Gemeinschaft Kastilien-León. Seit der zweiten Hälfte des 20. Jahrhunderts hat sie wie viele Gemeinden der Region einen deutlichen Bevölkerungsrückgang erlebt. Nachdem im Jahr 1950 noch 161 Einwohner in ihr gelebt hatten, hatte sie im Jahr 2024 nur noch 26 Einwohner.

## Bevölkerungsentwicklung
| Jahr      | 1900 | 1950 | 1960 | 1970 | 1981 | 1991 | 2000 | 2018 |
| Einwohner | 196  | 161  | 126  | 108  | 68   | 51   | 39   | 26   |